# 5 nanômetros
Na fabricação de semicondutores, o processo de 5 nm refere-se ao nível de tecnologia do processo de fabricação de semicondutores MOSFET. Em 2020, a Samsung e a TSMC iniciaram a produção em volume de chips de 5 nm, fabricados para empresas como Apple, Marvell, Huawei e Qualcomm.

## Além de 5 nm
3 nm (3 nanômetros) é o termo usual para o próximo nível de tecnologia do processo de fabricação após 5 nm. A partir de 2021, a TSMC planeja comercializar o nó (NODE) de 3 nm para 2022, enquanto a Samsung e a Intel têm planos para 2023.